# Florent Hadergjonaj
Florent Hadergjonaj (* 31. července 1994, Langnau im Emmental, Švýcarsko) je švýcarský fotbalový obránce s kosovskými kořeny, který hraje v klubu BSC Young Boys. Hraje na pravé straně obrany.

## Klubová kariéra
Hadergjonaj začal ve Švýcarsku s profesionálním fotbalem v klubu BSC Young Boys, kde se představil v A-týmu v roce 2013. Debutoval v ligovém zápase 29. září proti FC Zürich (prohra 0:1). V sezoně 2013/14 si připsal 11 ligových startů, branku nevstřelil.
S Young Boys si zahrál v Evropské lize 2014/15, s týmem se probojoval do základní skupiny I, kde číhali soupeři AC Sparta Praha (Česko), SSC Neapol (Itálie) a ŠK Slovan Bratislava (Slovensko).

## Reprezentační kariéra
Florent Hadergjonaj reprezentoval Švýcarsko v mládežnických kategorii U20 a U21.